# Oscar al millor disseny de producció
L'Oscar al millor disseny de producció (en anglès: Academy Award for Best Production Design), anteiorment anomenat Oscar a la millor direcció artística (Academy Award for Best Art Direction) és un premi atorgat per l'Acadèmia de les Arts i les Ciències Cinematogràfiques, tots els anys des de 1928,que reconeix els mèrits en direcció artística en una pel·lícula. Les pel·lícules es llisten amb el seu any de producció, i així l'Oscar 2000 a la millor direcció artística es refereix a una pel·lícula de 1999.
En les llistes que segueixen, el guanyador del premi es mostra en negreta en primer lloc i els altres nominats van a continuació.

## Guanyadors i nominats

### Dècada de 1920
| Any                                                             | Decoradors interiors          | Pel·lícules |
| --------------------------------------------------------------- | ----------------------------- | ----------- |
| Premi a la millor decoració interior (Best Interior Decoration) |                               |             |
| 1928                                                            |                               |             |
| William Cameron Menzies                                         | The Dove                      |             |
| William Cameron Menzies                                         | Tempest                       |             |
| Harry Oliver                                                    | 7th Heaven                    |             |
| Rochus Gliese                                                   | Sunrise: A Song of Two Humans |             |
| 1929                                                            |                               |             |
| Cedric Gibbons                                                  | The Bridge of San Luis Rey    |             |
| Mitchell Leisen                                                 | Dynamite                      |             |
| William Cameron Menzies                                         | Alibi                         |             |
| William Cameron Menzies                                         | The Awakening                 |             |
| Hans Dreier                                                     | The Patriot                   |             |
| Harry Oliver                                                    | Els àngels del carrer         |             |

### Dècada de 1930
| Any                                          | Decoradors interiors                     | Pel·lícules |
| -------------------------------------------- | ---------------------------------------- | ----------- |
| 1930                                         |                                          |             |
| Herman Rosse                                 | King of Jazz                             |             |
| William Cameron Menzies                      | Bulldog Drummond                         |             |
| Hans Dreier                                  | The Love Parade                          |             |
| Jack Okey                                    | Sally                                    |             |
| Hans Dreier                                  | The Vagabond King                        |             |
| 1931                                         |                                          |             |
| Max Ree                                      | Cimarron                                 |             |
| Stephen Goosson Ralph Hammeras               | Just Imagine                             |             |
| Hans Dreier                                  | Morocco                                  |             |
| Anton Grot                                   | Svengali                                 |             |
| Richard Day                                  | Whoopee!                                 |             |
| 1932                                         |                                          |             |
| Gordon Wiles                                 | Transatlantic                            |             |
| Lazare Meerson                               | Visca la llibertat!                      |             |
| Richard Day                                  | Arrowsmith                               |             |
| 1933                                         |                                          |             |
| William S. Darling                           | Cavalcade                                |             |
| Hans Dreier Roland Anderson                  | Adéu a les armes                         |             |
| Cedric Gibbons                               | When Ladies Meet                         |             |
| 1934                                         |                                          |             |
| Cedric Gibbons Fredric Hope                  | La viuda alegre                          |             |
| Van Nest Polglase Carroll Clark              | L'alegre divorciada                      |             |
| Richard Day                                  | The Affairs of Cellini                   |             |
| 1935                                         |                                          |             |
| Richard Day                                  | The Dark Angel                           |             |
| Hans Dreier Roland Anderson                  | The Lives of a Bengal Lancer             |             |
| Carroll Clark Van Nest Polglase              | Barret de copa                           |             |
| 1936                                         |                                          |             |
| Richard Day                                  | Desengany                                |             |
| Anton Grot                                   | Anthony Adverse                          |             |
| Cedric Gibbons Eddie Imazu Edwin B. Willis   | The Great Ziegfeld                       |             |
| William S. Darling                           | Lloyd's of London                        |             |
| Albert S. D'Agostino Jack Otterson           | The Magnificent Brute                    |             |
| Cedric Gibbons Frederic Hope Edwin B. Willis | Romeo and Juliet                         |             |
| Perry Ferguson                               | Winterset                                |             |
| 1937                                         |                                          |             |
| Stephen Goosson                              | Horitzons perduts                        |             |
| Cedric Gibbons William Horning               | Conquest                                 |             |
| Carroll Clark                                | Senyoreta en desgràcia                   |             |
| Richard Day                                  | Punt mort                                |             |
| Ward Ihnen                                   | Every Day's a Holiday                    |             |
| Anton Grot                                   | The Life of Emile Zola                   |             |
| John Victor MacKay                           | Manhattan Merry-Go-Round                 |             |
| Lyle Wheeler                                 | The Prisoner of Zenda                    |             |
| Hans Dreier Roland Anderson                  | Souls at Sea                             |             |
| Alexander Toluboff                           | Vogues of 1938                           |             |
| William S. Darling David S. Hall             | Wee Willie Winkie                        |             |
| Jack Otterson                                | You're a Sweetheart                      |             |
| 1938                                         |                                          |             |
| Carl J. Weyl                                 | Les aventures de Robin Hood              |             |
| Lyle Wheeler                                 | The Adventures of Tom Sawyer             |             |
| Bernard Herzbrun Boris Leven                 | Alexander's Ragtime Band                 |             |
| Alexander Toluboff                           | Algiers                                  |             |
| Van Nest Polglase                            | Amanda                                   |             |
| Richard Day                                  | Així neix una fantasia                   |             |
| Stephen Goosson Lionel Banks                 | Holiday                                  |             |
| Hans Dreier John B. Goodman                  | If I Were King                           |             |
| Jack Otterson                                | Mad About Music                          |             |
| Cedric Gibbons                               | Maria Antonieta                          |             |
| Charles D. Hall                              | Merrily We Live                          |             |
| 1939                                         |                                          |             |
| Lyle Wheeler                                 | Allò que el vent s'endugué               |             |
| Hans Dreier Robert Odell                     | Beau Geste                               |             |
| Charles D. Hall                              | Captain Fury                             |             |
| Jack Otterson Martin Obzina                  | First Love                               |             |
| Van Nest Polglase Alfred Herman              | Love Affair                              |             |
| John Victor Mackay                           | Man of Conquest                          |             |
| Lionel Banks                                 | Mr. Smith Goes to Washington             |             |
| Anton Grot                                   | The Private Lives of Elizabeth and Essex |             |
| William S. Darling George Dudley             | The Rains Came                           |             |
| Alexander Toluboff                           | Stagecoach                               |             |
| Cedric Gibbons William A. Horning            | El màgic d'Oz                            |             |
| James Basevi                                 | Cims borrascosos                         |             |

### Dècada de 1940
| Any | Blanc i negre                | Blanc i negre                                                      | Color                     | Color       |
| Any | Decoradors interiors         | Pel·lícules                                                        | Decoradors interiors      | Pel·lícules |
| --- | ---------------------------- | ------------------------------------------------------------------ | ------------------------- | ----------- |
| El premi es va separar en dos: pel·lícules en blanc i negre (Best Interior Decoration in Black-and-white) i en color (Best Interior Decoration in Color)                                                                               |                              |                                                                    |                           |             |
| 1940 |                              |                                                                    |                           |             |
| Cedric Gibbons Paul Groesse | Pride and Prejudice          | Vincent Korda                                                      | El lladre de Bagdad       |             |
| Hans Dreier Robert Usher | Aixeca't, amor meu           | Cedric Gibbons John S. Detlie                                      | Bitter Sweet              |             |
| Lionel Banks Robert Peterson | Arizona                      | Richard Day Joseph C. Wright                                       | Down Argentine Way        |             |
| John Otterson | The Boys from Syracuse       | Hans Dreier Roland Anderson                                        | North West Mounted Police |             |
| John Victor Mackay | Dark Command                 |                                                                    |                           |             |
| Alexander Golitzen | Enviat especial              |                                                                    |                           |             |
| Richard Day Joseph C. Wright | Lillian Russell              |                                                                    |                           |             |
| Van Nest Polglase Mark-Lee Kirk | La meva dona favorita        |                                                                    |                           |             |
| John DuCasse Schulze | Fill meu!                    |                                                                    |                           |             |
| Lewis J. Rachmil | El nostre poble              |                                                                    |                           |             |
| Lyle Wheeler | Rebecca                      |                                                                    |                           |             |
| Anton Grot | El falcó del mar             |                                                                    |                           |             |
| James Basevi | El foraster                  |                                                                    |                           |             |
| 1941 |                              |                                                                    |                           |             |
| Richard Day Nathan H. Juran Thomas Little | Que verda era la meva vall   | Cedric Gibbons Urie McCleary Edwin B. Willis                       | Blossoms in the Dust      |             |
| Perry Ferguson Van Nest Polglase Al Fields Darrell Silvera | Ciutadà Kane                 | Richard Day Joseph C. Wright Thomas Little                         | Blood and Sand            |             |
| Martin Obzina Jack Otterson Russell A. Gausman | The Flame of New Orleans     | Raoul Pene Du Bois Stephen A. Seymour                              | Louisiana Purchase        |             |
| Hans Dreier Robert Usher Samuel M. Comer | Hold Back the Dawn           |                                                                    |                           |             |
| Lionel Banks George Montgomery | Ladies in Retirement         |                                                                    |                           |             |
| Stephen Goosson Howard Bristol | La lloba                     |                                                                    |                           |             |
| John Hughes Fred M. MacLean | El sergent York              |                                                                    |                           |             |
| John DuCasse Schultze Edward G. Boyle | El fill de Monte Cristo      |                                                                    |                           |             |
| Alexander Golitzen Richard Irvine | Sundown                      |                                                                    |                           |             |
| Vincent Korda Julia Heron | Lady Hamilton                |                                                                    |                           |             |
| Cedric Gibbons Randall Duell Edwin B. Willis | When Ladies Meet             |                                                                    |                           |             |
| 1942 |                              |                                                                    |                           |             |
| Richard Day Joseph Wright Thomas Little | This Above All               | Richard Day Joseph Wright Thomas Little                            | My Gal Sal                |             |
| Max Parker Mark-Lee Kirk Casey Roberts | George Washington Slept Here | Alexander Golitzen Jack Otterson Russell A. Gausman Ira S. Webb    | Arabian Nights            |             |
| Albert S. D'Agostino Al Fields Darrell Silvera | Els magnífics Amberson       | Ted Smith Casey Roberts                                            | Captains of the Clouds    |             |
| Perry Ferguson Howard Bristol | L'orgull dels ianquis        | Vincent Korda Julia Heron                                          | El llibre de la selva     |             |
| Cedric Gibbons Randall Duell Edwin B. Willis Jack Moore | Random Harvest               | Hans Dreier Roland Anderson George Sawley                          | Reap the Wild Wind        |             |
| Boris Leven | The Shanghai Gesture         |                                                                    |                           |             |
| Ralph Berger Emile Kuri | Silver Queen                 |                                                                    |                           |             |
| John B. Goodman Jack Otterson Russell A. Gausman Edward R. Robinson | The Spoilers                 |                                                                    |                           |             |
| Hans Dreier Roland Anderson Samuel M. Comer | Take a Letter, Darling       |                                                                    |                           |             |
| Lionel Banks Rudolph Sternad Fay Babcock | The Talk of the Town         |                                                                    |                           |             |
| 1943 |                              |                                                                    |                           |             |
| James Basevi William S. Darling Thomas Little | The Song of Bernadette       | Alexander Golitzen John B. Goodman Russell A. Gausman Ira S. Webb  | Phantom of the Opera      |             |
| Hans Dreier Ernst Fegte Bertram Granger | Five Graves to Cairo         | Hans Dreier Haldane Douglas Bertram Granger                        | For Whom the Bell Tolls   |             |
| Albert S. D'Agostino Carroll Clark Darrell Silvera Harley Miller | Flight for Freedom           | James Basevi Joseph C. Wright Thomas Little                        | The Gang's All Here       |             |
| Cedric Gibbons Paul Groesse Edwin B. Willis Hugh Hunt | Madame Curie                 | John Hughes George J. Hopkins                                      | Això és l'exèrcit         |             |
| Carl Weyl George J. Hopkins | Mission to Moscow            | Cedric Gibbons Daniel Cathcart Edwin B. Willis Jacques Mersereau   | Thousands Cheer           |             |
| Perry Ferguson Howard Bristol | The North Star               |                                                                    |                           |             |
| 1944 |                              |                                                                    |                           |             |
| Cedric Gibbons William Ferrari Paul Huldschinsky Edwin B. Willis | Gaslight                     | Wiard Ihnen Thomas Little                                          | Wilson                    |             |
| Lionel Banks Walter Holscher Joseph Kish | Address Unknown              | John B. Goodman Alexander Golitzen Russell A. Gausman Ira S. Webb  | The Climax                |             |
| John Hughes Fred M. MacLean | The Adventures of Mark Twain | Lionel Banks Cary Odell Fay Babcock                                | Les models                |             |
| Perry Ferguson Julia Heron | Casanova Brown               | Charles Novi Jack McConaghy                                        | The Desert Song           |             |
| Lyle Wheeler Leland Fuller Thomas Little | Laura                        | Cedric Gibbons Daniel B. Cathcart Edwin B. Willis Richard Pefferle | Kismet                    |             |
| Hans Dreier Robert Usher Samuel M. Comer | No Time for Love             | Hans Dreier Raoul Pene du Bois Ray Moyer                           | Lady in the Dark          |             |
| Mark-Lee Kirk Victor A. Gangelin | Since You Went Away          | Ernst Fegte Howard Bristol                                         | La princesa i el pirata   |             |
| Albert S. D'Agostino Carroll Clark Darrell Silvera Claude Carpenter | Step Lively                  |                                                                    |                           |             |
| 1945 |                              |                                                                    |                           |             |
| Wiard Ihnen A. Roland Fields | Sang sobre el sol            | Hans Dreier Ernst Fegte Samuel M. Comer                            | La cala del francès       |             |
| Albert S. D'Agostino Jack Okey Darrell Silvera Claude Carpenter | Experiment perillós          | Lyle Wheeler Maurice Ransford Thomas Little                        | Que el cel la jutgi       |             |
| James Basevi William S. Darling Thomas Little Frank E. Hughes | The Keys of the Kingdom      | Cedric Gibbons Urie McCleary Edwin B. Willis Mildred Griffiths     | El foc de la joventut     |             |
| Hans Dreier Roland Anderson Samuel M. Comer Ray Moyer | Love Letters                 | Ted Smith Jack McConaghy                                           | San Antonio               |             |
| Cedric Gibbons Hans Peters Edwin B. Willis John Bonar Hugh Hunt | The Picture of Dorian Gray   | Stephen Goosson Rudolph Sternad Frank Tuttle                       | Les mil i una nits        |             |
| 1946 |                              |                                                                    |                           |             |
| William S. Darling Lyle Wheeler Thomas Little Frank E. Hughes | Anna i el rei de Siam        | Cedric Gibbons Paul Groesse Edwin B. Willis                        | El despertar              |             |
| Hans Dreier Walter H. Tyler Samuel M. Comer Ray Moyer | Kitty                        | John Bryan                                                         | Cèsar i Cleopatra         |             |
| Richard Day Nathan H. Juran Thomas Little Paul S. Fox | The Razor's Edge             | Paul Sheriff Carmen Dillon                                         | Enric V                   |             |
| El nom del premi va canviar a millor direcció artística (decorats) conservant les dues categories: en blanc i negre (Best Art Direction - Set Decoration in Black-and-white) i en color (Best Art Direction - Set Decoration in Color) |                              |                                                                    |                           |             |
| 1947 |                              |                                                                    |                           |             |
| John Bryan Wilfred Shingleton | Grans esperances             | Alfred Junge                                                       | Narcís negre              |             |
| Lyle Wheeler Maurice Ransford Thomas Little Paul S. Fox | The Foxes of Harrow          | Robert M. Haas George James Hopkins                                | La vida amb el pare       |             |
| 1948 |                              |                                                                    |                           |             |
| Roger K. Furse Carmen Dillon | Hamlet                       | Hein Heckroth Arthur Lawson                                        | Les sabatilles vermelles  |             |
| Robert Haas William O. Wallace | Johnny Belinda               | Richard Day Edwin Casey Roberts Joseph Kish                        | Joan of Arc               |             |
| 1949 |                              |                                                                    |                           |             |
| Harry Horner John Meehan Emile Kuri | The Heiress                  | Cedric Gibbons Paul Groesse Edwin B. Willis Jack D. Moore          | Donetes                   |             |
| Lyle Wheeler Joseph C. Wright Thomas Little Paul S. Fox | Come to the Stable           | Edward Carrere Lyle Reifsnider                                     | Adventures of Don Juan    |             |
| Cedric Gibbons Jack Martin Smith Edwin B. Willis Richard A. Pefferle | Madame Bovary                | Jim Morahan William Kellner Michael Relph                          | Saraband for Dead Lovers  |             |

### Dècada de 1950
| Any                                                                           | Blanc i negre                                                   | Blanc i negre | Color                            | Color       |
| Any                                                                           | Decoradors interiors                                            | Pel·lícules | Decoradors interiors             | Pel·lícules |
| ----------------------------------------------------------------------------- | --------------------------------------------------------------- | --- | -------------------------------- | ----------- |
| 1950                                                                          |                                                                 | |                                  |             |
| Hans Dreier John Meehan Samuel M. Comer Ray Moyer                             | Sunset Boulevard                                                | Hans Dreier Walter Tyler Samuel M. Comer Ray Moyer                                                                          | Samson and Delilah               |             |
| Lyle Wheeler George Davis Thomas Little Walter M. Scott                       | Tot sobre Eva                                                   | Cedric Gibbons Paul Groesse Edwin B. Willis Richard A. Pefferle                                                             | Annie Get Your Gun               |             |
| Cedric Gibbons Hans Peters Edwin B. Willis Hugh Hunt                          | The Red Danube                                                  | Ernst Fegte George Sawley                                                                                                   | Destination Moon                 |             |
| 1951                                                                          |                                                                 | |                                  |             |
| Richard Day George James Hopkins                                              | A Streetcar Named Desire                                        | Cedric Gibbons E. Preston Ames Edwin B. Willis Keogh Gleason                                                                | Un americà a París               |             |
| Lyle Wheeler Leland Fuller Thomas Little Fred J. Rode                         | Fourteen Hours                                                  | Lyle Wheeler George Davis Thomas Little Paul S. Fox                                                                         | David i Betsabé                  |             |
| Lyle Wheeler John DeCuir Thomas Little Paul S. Fox                            | House on Telegraph Hill                                         | Lyle Wheeler Leland Fuller Joseph C. Wright Thomas Little Walter M. Scott                                                   | On the Riviera                   |             |
| Jean d'Eaubonne                                                               | La ronda                                                        | William A. Horning Cedric Gibbons Edward Carfagno Hugh Hunt                                                                 | Quo Vadis                        |             |
| Cedric Gibbons Paul Groesse Edwin B. Wills Jack D. Moore                      | Too Young to Kiss                                               | Hein Heckroth | The Tales of Hoffmann            |             |
| 1952                                                                          |                                                                 | |                                  |             |
| Cedric Gibbons Edward Carfagno Edwin B. Willis Keogh Gleason                  | The Bad and the Beautiful                                       | Paul Sheriff Marcel Vertes                                                                                                  | Moulin Rouge                     |             |
| Hal Pereira Roland Anderson Emile Kuri                                        | Carrie                                                          | Richard Day Antoni Clavé Howard Bristol                                                                                     | El fabulós Andersen              |             |
| Lyle Wheeler John DeCuir Walter M. Scott                                      | My Cousin Rachel                                                | Cedric Gibbons Paul Groesse Edwin B. Willis Arthur Krams                                                                    | La viuda alegre                  |             |
| So Matsuyama H Motsumoto                                                      | Rashōmon                                                        | Frank Hotaling John McCarthy, Jr. Charles S. Thompson                                                                       | The Quiet Man                    |             |
| Lyle Wheeler Leland Fuller Thomas Little Claude Carpenter                     | Viva Zapata!                                                    | Lyle Wheeler John DeCuir Thomas Little Paul S. Fox                                                                          | The Snows of Kilimanjaro         |             |
| 1953                                                                          |                                                                 | |                                  |             |
| Cedric Gibbons Edward Carfagno Edwin B. Willis Hugh Hunt                      | Julius Caesar                                                   | Lyle Wheeler George Davis Walter M. Scott Paul S. Fox                                                                       | La túnica sagrada                |             |
| Fritz Maurischat Paul Markwitz                                                | Martin Luther                                                   | Alfred Junge Hans Peters John Jarvis                                                                                        | Els cavallers de la taula rodona |             |
| Lyle Wheeler Leland Fuller Paul S. Fox                                        | The President's Lady                                            | Cedric Gibbons Paul Groesse Edwin B. Willis Arthur Krams                                                                    | Lilí                             |             |
| Hal Pereira Walter H. Tyler                                                   | Vacances a Roma                                                 | Cedric Gibbons E. Preston Ames Edward Carfagno Gabriel Scognamillo Edwin B. Willis Keogh Gleason Arthur Krams Jack D. Moore | The Story of Three Loves         |             |
| Lyle Wheeler Maurice Ransford Stuart Reiss                                    | Titanic                                                         | Cedric Gibbons Urie McCleary Edwin B. Willis Jack D. Moore                                                                  | La reina verge                   |             |
| 1954                                                                          |                                                                 | |                                  |             |
| Richard Day                                                                   | La llei del silenci                                             | John Meehan Emile Kuri | 20,000 Leagues Under the Sea     |             |
| Hal Pereira Roland Anderson Samuel M. Comer Grace Gregory                     | The Country Girl                                                | Cedric Gibbons E. Preston Ames Edwin B. Willis Keogh Gleason                                                                | Brigadoon                        |             |
| Cedric Gibbons Edward Carfagno Edwin B. Willis Emile Kuri                     | Executive Suite                                                 | Lyle Wheeler Leland Fuller Walter M. Scott Paul S. Fox                                                                      | Désirée                          |             |
| Max Ophüls                                                                    | Le Plaisir                                                      | Hal Pereira Roland Anderson Samuel M. Comer Ray Moyer                                                                       | Red Garters                      |             |
| Hal Pereira Walter H. Tyler Samuel M. Comer Ray Moyer                         | Sabrina                                                         | Malcolm Bert Gene Allen Irene Sharaff George James Hopkins                                                                  | A Star Is Born                   |             |
| 1955                                                                          |                                                                 | |                                  |             |
| Hal Pereira Tambi Larsen Samuel M. Comer Arthur Krams                         | The Rose Tattoo                                                 | William Flannery Jo Mielziner Robert Priestley                                                                              | Picnic                           |             |
| Cedric Gibbons Randall Duell Edwin B. Willis Henry Grace                      | La jungla de les pissarres                                      | Lyle Wheeler John DeCuir Walter M. Scott Paul S. Fox                                                                        | Daddy Long Legs                  |             |
| Cedric Gibbons Malcolm Brown Edwin B. Willis Hugh B. Hunt                     | I'll Cry Tomorrow                                               | Oliver Smith Joseph C. Wright Howard Bristol                                                                                | Ells i elles                     |             |
| Joseph C. Wright Darrell Silvera                                              | L'home del braç d'or                                            | Lyle Wheeler George Davis Walter M. Scott Jack Stubbs                                                                       | Love Is a Many-Splendored Thing  |             |
| Edward S. Haworth Walter Simonds Robert Priestley                             | Marty                                                           | Hal Pereira Joseph McMillan Johnson Samuel M. Comer Arthur Krams                                                            | To Catch a Thief                 |             |
| 1956                                                                          |                                                                 | |                                  |             |
| Cedric Gibbons Malcolm F. Brown Edwin B. Willis F. Keogh Gleason              | Somebody Up There Likes Me                                      | Lyle R. Wheeler John DeCuir Walter M. Scott Paul S. Fox                                                                     | The King and I                   |             |
| So Matsuyama                                                                  | Shichinin no Samurai                                            | James W. Sullivan Ken Adam Ross J. Dowd                                                                                     | La volta al món en vuitanta dies |             |
| Hal Pereira A. Earl Hedrick Samuel M. Comer Frank R. McKelvy                  | The Proud and Profane                                           | Boris Leven Ralph S. Hurst                                                                                                  | Gegant                           |             |
| Ross Bellah William R. Kiernan Louis Diage                                    | The Solid Gold Cadillac                                         | Cedric Gibbons Hans Peters E. Preston Ames Edwin B. Willis F. Keogh Gleason                                                 | Van Gogh, la passió de viure     |             |
| Lyle R. Wheeler Jack Martin Smith Walter M. Scott Stuart A. Reiss             | Teenage Rebel                                                   | Hal Pereira Walter H. Tyler Albert Nozaki Samuel M. Comer Ray Moyer                                                         | Els Deu Manaments                |             |
| Els dos premis es van ajuntar en un únic guardó.                              |                                                                 | |                                  |             |
| 1957                                                                          |                                                                 | |                                  |             |
| Ted Haworth Robert Priestley                                                  | Ted Haworth Robert Priestley                                    | Sayonara | Sayonara                         |             |
| Hal Pereira George Davis Samuel M. Comer Ray Moyer                            | Hal Pereira George Davis Samuel M. Comer Ray Moyer              | Funny Face | Funny Face                       |             |
| William A. Horning Gene Allen Edwin B. Willis Richard Pefferle                | William A. Horning Gene Allen Edwin B. Willis Richard Pefferle  | Les Girls | Les Girls                        |             |
| Walter Holscher William Kiernan Louis Diage                                   | Walter Holscher William Kiernan Louis Diage                     | Pal Joey | Pal Joey                         |             |
| William A. Horning Urie McCleary Edwin B. Willis Hugh Hunt                    | William A. Horning Urie McCleary Edwin B. Willis Hugh Hunt      | L'arbre de la vida | L'arbre de la vida               |             |
| 1958                                                                          |                                                                 | |                                  |             |
| William A. Horning E. Preston Ames Henry Grace F. Keogh Gleason               | William A. Horning E. Preston Ames Henry Grace F. Keogh Gleason | Gigí | Gigí                             |             |
| Malcolm Bert George James Hopkins                                             | Malcolm Bert George James Hopkins                               | La tia Mame | La tia Mame                      |             |
| Cary Odell Louis Diage                                                        | Cary Odell Louis Diage                                          | Em vaig enamorar d'una bruixa                                                                                               | Em vaig enamorar d'una bruixa    |             |
| Lyle R. Wheeler John DeCuir Walter M. Scott Paul S. Fox                       | Lyle R. Wheeler John DeCuir Walter M. Scott Paul S. Fox         | A Certain Smile | A Certain Smile                  |             |
| Hal Pereira Henry Bumstead Samuel M. Comer Frank McKelvy                      | Hal Pereira Henry Bumstead Samuel M. Comer Frank McKelvy        | Vertigen | Vertigen                         |             |
| La categoria es va dividir novament en dos premis per blanc i negre, i color. |                                                                 | |                                  |             |
| 1959                                                                          |                                                                 | |                                  |             |
| Lyle R. Wheeler George Davis Walter M. Scott Stuart A. Reiss                  | The Diary of Anne Frank                                         | William A. Horning Edward Carfagno Hugh Hunt                                                                                | Ben Hur                          |             |
| Hal Pereira Walter Tyler Samuel M. Comer Arthur Krams                         | Career                                                          | John De Cuir Julia Heron | The Big Fisherman                |             |
| Carl Anderson William Kiernan                                                 | The Last Angry Man                                              | Lyle R. Wheeler Franz Bachelin Herman A. Blumenthal Walter M. Scott Joseph Kish                                             | Viatge al centre de la Terra     |             |
| Ted Haworth Edward G. Boyle                                                   | Ningú no és perfecte                                            | William A. Horning Robert F. Boyle Merrill Pye Henry Grace Frank McKelvy                                                    | Perseguit per la mort            |             |
| Oliver Messel William Kellner Scot Slimon                                     | De sobte, l'últim estiu                                         | Russell A. Gausman Ruby R. Levitt Richard H. Riedel                                                                         | Pillow Talk                      |             |

### Dècada de 1960
| Any                                                                                            | Blanc i negre                                                                                  | Blanc i negre | Color                                | Color       |
| Any                                                                                            | Decoradors interiors                                                                           | Pel·lícules | Decoradors interiors                 | Pel·lícules |
| ---------------------------------------------------------------------------------------------- | ---------------------------------------------------------------------------------------------- | --- | ------------------------------------ | ----------- |
| 1960                                                                                           |                                                                                                | |                                      |             |
| Alexander Trauner Edward G. Boyle                                                              | L'apartament                                                                                   | Alexander Golitzen Eric Orbom Russell A. Gausman Julia Heron                                                                                | Espàrtac                             |             |
| Joseph McMillan Johnson Kenneth A. Reid Ross Dowd                                              | The Facts of Life                                                                              | George Davis Addison Hehr Henry Grace Hugh Hunt Otto Siegel                                                                                 | Cimarron                             |             |
| Joseph Hurley Robert Clatworthy George Milo                                                    | Psicosi                                                                                        | Hal Pereira Roland Anderson Samuel M. Comer Arrigo Breschi                                                                                  | Capri                                |             |
| Tom Morahan Lionel Couch                                                                       | Sons and Lovers                                                                                | Ted Haworth William Kiernan | Pepe                                 |             |
| Hal Pereira Walter H. Tyler Samuel M. Comer Arthur Krams                                       | Un marcià a Califòrnia                                                                         | Edward Carrere George James Hopkins | Sunrise at Campobello                |             |
| 1961                                                                                           |                                                                                                | |                                      |             |
| Harry Horner Gene Callahan                                                                     | El vividor                                                                                     | Boris Leven Victor A. Gangelin | West Side Story                      |             |
| Carroll Clark Emile Kuri Hal Gausman                                                           | The Absent-Minded Professor                                                                    | Hal Pereira Roland Anderson Samuel M. Comer Ray Moyer                                                                                       | Esmorzar amb diamants                |             |
| Fernando Carrere Edward G. Boyle                                                               | La calúmnia                                                                                    | Veniero Colasanti John Moore | El Cid                               |             |
| Rudolf Sternad George Milo                                                                     | Els judicis de Nuremberg                                                                       | Alexander Golitzen Joseph Wright Howard Bristol                                                                                             | Promeses sense promès                |             |
| Piero Gherardi                                                                                 | La dolce vita                                                                                  | Hal Pereira Walter H. Tyler Samuel M. Comer Arthur Krams                                                                                    | Summer and Smoke                     |             |
| 1962                                                                                           |                                                                                                | |                                      |             |
| Alexander Golitzen Henry Bumstead Oliver Emert                                                 | To Kill a Mockingbird                                                                          | John Box John Stoll Dario Simoni | Lawrence d'Aràbia                    |             |
| Joseph Wright George James Hopkins                                                             | Dies de vi i roses                                                                             | Paul Groesse George James Hopkins | The Music Man                        |             |
| Ted Haworth Léon Barsacq Vincent Korda Gabriel Bechir                                          | The Longest Day                                                                                | George Davis J. McMillan Johnson Henry Grace Hugh Hunt                                                                                      | Motí a la Bounty                     |             |
| George Davis Edward Carfagno Henry Grace Dick Pefferle                                         | Period of Adjustment                                                                           | Alexander Golitzen Robert Clatworthy George Milo                                                                                            | That Touch of Mink                   |             |
| Hal Pereira Roland Anderson Samuel M. Comer Frank R. McKelvy                                   | The Pigeon That Took Rome                                                                      | George Davis Edward Carfagno Henry Grace Dick Pefferle                                                                                      | El meravellós món dels germans Grimm |             |
| 1963                                                                                           |                                                                                                | |                                      |             |
| Gene Callahan                                                                                  | Amèrica, Amèrica                                                                               | John DeCuir Jack Martin Smith Hilyard Brown Herman Blumenthal Elven Webb Maurice Pelling Boris Juraga Walter M. Scott Paul S. Fox Ray Moyer | Cleopatra                            |             |
| Piero Gherardi                                                                                 | Fellini 8 ½                                                                                    | Lyle Wheeler Gene Callahan | El cardenal                          |             |
| Hal Pereira Tambi Larsen Samuel M. Comer Robert R. Benton                                      | Hud                                                                                            | Hal Pereira Roland Anderson Samuel M. Comer James W. Payne                                                                                  | Come Blow Your Horn                  |             |
| Hal Pereira Roland Anderson Samuel M. Comer Grace Gregory                                      | Love with the Proper Stranger                                                                  | George Davis William Ferrari Addison Hehr Henry Grace Don Greenwood Jr. Jack Mills                                                          | La conquesta de l'Oest               |             |
| George Davis Paul Groesse Henry Grace Hugh Hunt                                                | Twilight of Honor                                                                              | Ralph Brinton Ted Marshall Jocelyn Herbert Josie MacAvin                                                                                    | Tom Jones                            |             |
| 1964                                                                                           |                                                                                                | |                                      |             |
| Vasilis Fotópulos                                                                              | Zorba the Greek                                                                                | Gene Allen Cecil Beaton George James Hopkins                                                                                                | My Fair Lady                         |             |
| George Davis Hans Peters Elliot Scott Henry Grace Robert R. Benton                             | The Americanization of Emily                                                                   | John Bryan Maurice Carter Patrick McLoughlin Robert Cartwright                                                                              | Becket                               |             |
| William Glasgow Raphael Bretton                                                                | Hush… Hush, Sweet Charlotte                                                                    | Carroll Clark William H. Tuntke Emile Kuri Hal Gausman                                                                                      | Mary Poppins                         |             |
| Stephen Grimes                                                                                 | La nit de la iguana                                                                            | George Davis E. Preston Ames Henry Grace Hugh Hunt                                                                                          | The Unsinkable Molly Brown           |             |
| Cary Odell Edward G. Boyle                                                                     | Seven Days in May                                                                              | Jack Martin Smith Ted Haworth Walter M. Scott Stuart A. Reiss                                                                               | What a Way to Go!                    |             |
| 1965                                                                                           |                                                                                                | |                                      |             |
| Robert Clatworthy Joseph Kish                                                                  | El vaixell dels bojos                                                                          | John Box Terence Marsh Dario Simoni | Doctor Jivago                        |             |
| Robert Emmet Smith Frank Tuttle                                                                | King Rat                                                                                       | John DeCuir Jack Martin Smith Dario Simoni                                                                                                  | El turment i l'èxtasi                |             |
| George Davis Urie McCleary Henry Grace Charles S. Thompson                                     | A Patch of Blue                                                                                | Richard Day William Creber David S. Hall Ray Moyer Fred M. MacLean Norman Rockett                                                           | The Greatest Story Ever Told         |             |
| Hal Pereira Jack Poplin Robert R. Benton Joseph Kish                                           | The Slender Thread                                                                             | Robert Clatworthy George James Hopkins | La rebel                             |             |
| Hal Pereira Tambi Larsen Ted Marshall Josie MacAvin                                            | The Spy Who Came in from the Cold                                                              | Boris Leven Walter M. Scott Ruby Levitt | Somriures i llàgrimes                |             |
| 1966                                                                                           |                                                                                                | |                                      |             |
| Richard Sylbert George James Hopkins                                                           | Qui té por de Virginia Woolf?                                                                  | Jack Martin Smith Dale Hennesy Walter M. Scott Stuart A. Reiss                                                                              | Fantastic Voyage                     |             |
| Robert Luthardt Edward G. Boyle                                                                | Un cop de sort                                                                                 | Alexander Golitzen George C. Webb John McCarthy, Jr. John Austin                                                                            | Gambit                               |             |
| Luigi Scaccianoce                                                                              | L'evangeli segons sant Mateu                                                                   | Piero Gherardi | Giulietta dels esperits              |             |
| Willy Holt Marc Frederix Pierre Guffroy                                                        | Es crema París?                                                                                | Hal Pereira Arthur Lonergan Robert R. Benton James W. Payne                                                                                 | The Oscar                            |             |
| George Davis Paul Groesse Henry Grace Hugh Hunt                                                | Mister Buddwing                                                                                | Boris Leven Walter M. Scott John Sturtevant William Kiernan                                                                                 | El Iang-tsé en flames                |             |
| Els dos premis es van ajuntar en un únic guardó.                                               |                                                                                                | |                                      |             |
| 1967                                                                                           |                                                                                                | |                                      |             |
| John Truscott Edward Carrere John W. Brown                                                     | John Truscott Edward Carrere John W. Brown                                                     | Camelot | Camelot                              |             |
| Mario Chiari Jack Martin Smith Ed Graves Walter M. Scott Stuart A. Reiss                       | Mario Chiari Jack Martin Smith Ed Graves Walter M. Scott Stuart A. Reiss                       | Doctor Dolittle | Doctor Dolittle                      |             |
| Robert Clatworthy Frank Tuttle                                                                 | Robert Clatworthy Frank Tuttle                                                                 | Endevina qui ve a sopar | Endevina qui ve a sopar              |             |
| Renzo Mongiardino John DeCuir Elven Webb Giuseppe Mariani Dario Simoni Luigi Gervasi           | Renzo Mongiardino John DeCuir Elven Webb Giuseppe Mariani Dario Simoni Luigi Gervasi           | L'amansiment de la fúria | L'amansiment de la fúria             |             |
| Alexander Golitzen George C. Webb Howard Bristol                                               | Alexander Golitzen George C. Webb Howard Bristol                                               | Millie, una noia moderna | Millie, una noia moderna             |             |
| 1968                                                                                           |                                                                                                | |                                      |             |
| John Box Terence Marsh Vernon Dixon Ken Muggleston                                             | John Box Terence Marsh Vernon Dixon Ken Muggleston                                             | Oliver! | Oliver!                              |             |
| George Davis Edward Carfagno                                                                   | George Davis Edward Carfagno                                                                   | Les sandàlies del pescador | Les sandàlies del pescador           |             |
| Boris Leven Walter M. Scott Howard Bristol                                                     | Boris Leven Walter M. Scott Howard Bristol                                                     | Star! | Star!                                |             |
| Anthony Masters Harry Lange Ernie Archer                                                       | Anthony Masters Harry Lange Ernie Archer                                                       | 2001: una odissea de l'espai | 2001: una odissea de l'espai         |             |
| Mikhail Bogdanov Guennadi Miasnikov Georgi Koshelev Vladimir Uvarov                            | Mikhail Bogdanov Guennadi Miasnikov Georgi Koshelev Vladimir Uvarov                            | Guerra i pau | Guerra i pau                         |             |
| 1969                                                                                           |                                                                                                | |                                      |             |
| John Decuir Jack Martin Smith Herman Blumenthal Walter M. Scott George Hopkins Raphael Bretton | John Decuir Jack Martin Smith Herman Blumenthal Walter M. Scott George Hopkins Raphael Bretton | Hello, Dolly! | Hello, Dolly!                        |             |
| Maurice Carter Lionel Couch Patrick McLoughlin                                                 | Maurice Carter Lionel Couch Patrick McLoughlin                                                 | Anna dels mil dies | Anna dels mil dies                   |             |
| Robert F. Boyle George B. Chan Edward G. Boyle Carl Biddiscombe                                | Robert F. Boyle George B. Chan Edward G. Boyle Carl Biddiscombe                                | Chicago, Chicago | Chicago, Chicago                     |             |
| Alexander Golitzen George C. Webb Jack D. Moore                                                | Alexander Golitzen George C. Webb Jack D. Moore                                                | Sweet Charity | Sweet Charity                        |             |
| Harry Horner Frank McKelvy                                                                     | Harry Horner Frank McKelvy                                                                     | They Shoot Horses, Don't They? | They Shoot Horses, Don't They?       |             |

### Dècada de 1970
| Any | Decoradors interiors                     | Pel·lícules |
| --- | ---------------------------------------- | ----------- |
| 1970 |                                          |             |
| Urie McCleary Gil Parrondo Antonio Mateos Pierre-Louis Thevenet                                               | Patton                                   |             |
| Alexander Golitzen E. Preston Ames Jack D. Moore Mickey S. Michaels                                           | Airport                                  |             |
| Tambi Larsen Darrell Silvera                                                                                  | Odi a les entranyes                      |             |
| Terence Marsh Bob Cartwright Pamela Cornell                                                                   | Scrooge                                  |             |
| Jack Martin Smith Yoshiro Muraki Richard Day Taizoh Kawashima Walter M. Scott Norman Rockett Carl Biddiscombe | Tora! Tora! Tora!                        |             |
| 1971 |                                          |             |
| John Box Ernest Archer Jack Maxsted Gil Parrondo Vernon Dixon                                                 | Nicolau i Alexandra                      |             |
| Boris Leven William Tuntke Ruby Levitt                                                                        | The Andromeda Strain                     |             |
| John B. Mansbridge Peter Ellenshaw Emile Kuri Hal Gausman                                                     | Bedknobs and Broomsticks                 |             |
| Robert F. Boyle Michael Stringer Peter Lamont                                                                 | El violinista a la teulada               |             |
| Terence Marsh Robert Cartwright Peter Howitt                                                                  | Mary, Queen of Scots                     |             |
| 1972 |                                          |             |
| Rolf Zehetbauer Jurgen Kiebach Herbert Strabel                                                                | Cabaret                                  |             |
| Carl Anderson Reg Allen                                                                                       | Lady Sings the Blues                     |             |
| William Creber Raphael Bretton                                                                                | L'aventura del Posidó                    |             |
| John Box Gil Parrondo Robert W. Laing                                                                         | Viatges amb la meva tia                  |             |
| Donald M. Ashton Geoffrey Drake John Graysmark William Hutchinson Peter James                                 | El jove Winston                          |             |
| 1973 |                                          |             |
| Henry Bumstead James W. Payne                                                                                 | El cop                                   |             |
| Lorenzo Mongiardino Gianni Quaranta Carmelo Patrono                                                           | Fratello Sole Sorella Luna               |             |
| Bill Malley Jerry Wunderlich                                                                                  | L'exorcista                              |             |
| Philip Jefferies Robert de Vestel                                                                             | Tom Sawyer                               |             |
| Stephen Grimes William Kiernan                                                                                | The Way We Were                          |             |
| 1974 |                                          |             |
| Dean Tavoularis Angelo Graham George R. Nelson                                                                | El Padrí II                              |             |
| Richard Sylbert W. Stewart Campbell Ruby Levitt                                                               | Chinatown                                |             |
| Alexander Golitzen E. Preston Ames Frank McKelvy                                                              | Terratrèmol                              |             |
| Peter Ellenshaw John B. Mansbridge Walter H. Tyler Al Roelofs Hal Gausman                                     | The Island at the Top of the World       |             |
| William Creber Ward Preston Raphael Bretton                                                                   | El colós en flames                       |             |
| 1975 |                                          |             |
| Ken Adam Roy Walker Vernon Dixon                                                                              | Barry Lyndon                             |             |
| Edward Carfagno Frank McKelvy                                                                                 | The Hindenburg                           |             |
| Alexander Trauner Tony Inglis Peter James                                                                     | L'home que volia ser rei                 |             |
| Richard Sylbert W. Stewart Campbell George Gaines                                                             | Xampú                                    |             |
| Albert Brenner Marvin March                                                                                   | The Sunshine Boys                        |             |
| 1976 |                                          |             |
| George Jenkins George Gaines                                                                                  | Tots els homes del president             |             |
| Elliot Scott Norman Reynolds                                                                                  | La increïble Sarah                       |             |
| Gene Callahan Jack Collis Jerry Wunderlich                                                                    | The Last Tycoon                          |             |
| Dale Hennesy Robert de Vestel                                                                                 | La fuga de Logan                         |             |
| Robert F. Boyle Arthur Jeph Parker                                                                            | L'últim pistoler                         |             |
| 1977 |                                          |             |
| John Barry Norman Reynolds Leslie Dilley Roger Christian                                                      | Star Wars episodi IV: Una nova esperança |             |
| George C. Webb Mickey S. Michaels                                                                             | Airport '77                              |             |
| Joe Alves Dan Lomino Phil Abramson                                                                            | Encontres a la tercera fase              |             |
| Ken Adam Peter Lamont Hugh Scaife                                                                             | L'espia que em va estimar                |             |
| Albert Brenner Marvin March                                                                                   | The Turning Point                        |             |
| 1978 |                                          |             |
| Paul Sylbert Edwin O'Donovan George Gaines                                                                    | El cel pot esperar                       |             |
| Dean Tavoularis Angelo Graham George R. Nelson                                                                | El robatori més gran del segle           |             |
| Albert Brenner Marvin March                                                                                   | California Suite                         |             |
| Mel Bourne Daniel Robert                                                                                      | Interiors                                |             |
| Tony Walton Philip Rosenberg Edward Stewart Robert Drumheller                                                 | El mag                                   |             |
| 1979 |                                          |             |
| Philip Rosenberg Tony Walton Edward Stewart Gary Brink                                                        | Comença l'espectacle                     |             |
| Michael Seymour Les Dilley Roger Christian Ian Whittaker                                                      | Alien                                    |             |
| Dean Tavoularis Angelo Graham George R. Nelson                                                                | Apocalypse Now                           |             |
| George Jenkins Arthur Jeph Parker                                                                             | La síndrome de la Xina                   |             |
| Harold Michelson Joe Jennings Leon Harris John Vallone Linda Descenna                                         | Star Trek: La pel·lícula                 |             |

### Dècada de 1980
| Any | Decoradors interiors                      | Pel·lícules |
| --- | ----------------------------------------- | ----------- |
| 1980 |                                           |             |
| Pierre Guffroy Jack Stephens                                                                             | Tess                                      |             |
| John W. Corso John M. Dwyer                                                                              | Coal Miner's Daughter                     |             |
| Stuart Craig Robert Cartwright Hugh Scaife                                                               | L'home elefant                            |             |
| Norman Reynolds Leslie Dilley Harry Lange Alan Tomkins Michael D. Ford                                   | Star Wars episodi V: L'Imperi contraataca |             |
| Yoshiro Muraki                                                                                           | Kagemusha                                 |             |
| 1981 |                                           |             |
| Norman Reynolds Leslie Dilley Michael D. Ford                                                            | A la recerca de l'arca perduda            |             |
| Assheton Gorton Ann Mollo                                                                                | La dona del tinent francès                |             |
| Tambi Larsen James L. Berkey                                                                             | La porta del cel                          |             |
| John Graysmark Patrizia von Brandenstein Tony Reading George DeTitta Sr. George DeTitta Jr. Peter Howitt | Ragtime                                   |             |
| Richard Sylbert Michael Seirton                                                                          | Rojos                                     |             |
| 1982 |                                           |             |
| Stuart Craig Robert W. Laing Michael Seirton                                                             | Gandhi                                    |             |
| Dale Hennesy Marvin March                                                                                | Annie                                     |             |
| Lawrence G. Paull David L. Snyder Linda DeScenna                                                         | Blade Runner                              |             |
| Franco Zeffirelli Gianni Quaranta                                                                        | La Traviata                               |             |
| Rodger Maus Tim Hutchinson William Craig Smith Harry Cordwell                                            | Víctor, Victòria                          |             |
| 1983 |                                           |             |
| Anna Asp Susanne Lingheim                                                                                | Fanny i Alexander                         |             |
| Norman Reynolds Fred Hole James L. Schoppe Michael D. Ford                                               | Star Wars episodi VI: El retorn del Jedi  |             |
| Geoffrey Kirkland Richard Lawrence W. Stewart Campbell Peter R. Romero Jim Poynter George R. Nelson      | Escollits per a la glòria                 |             |
| Polly Platt Harold Michelson Tom Pedigo Anthony Mondell                                                  | La força de la tendresa                   |             |
| Roy Walker Leslie Tomkins Tessa Davies                                                                   | Yentl                                     |             |
| 1984 |                                           |             |
| Patrizia von Brandenstein Karel Cerný                                                                    | Amadeus                                   |             |
| Richard Sylbert George Gaines                                                                            | The Cotton Club                           |             |
| Mel Bourne Angelo P. Graham Bruce Weintraub                                                              | El millor                                 |             |
| John Box Hugh Scaife                                                                                     | Passatge a l'Índia                        |             |
| Albert Brenner Rick Simpson                                                                              | 2010                                      |             |
| 1985 |                                           |             |
| Stephen Grimes Josie Macavin                                                                             | Out of Africa                             |             |
| Norman Garwood Maggie Gray                                                                               | Brazil                                    |             |
| J. Michael Riva Bo Welch Linda DeScenna                                                                  | El color púrpura                          |             |
| Yoshiro Muraki Shinobu Muraki                                                                            | Ran                                       |             |
| Stan Jolley John H. Anderson                                                                             | L'únic testimoni                          |             |
| 1986 |                                           |             |
| Gianni Quaranta Brian Ackland-Snow Brian Savegar Elio Altamura                                           | Una habitació amb vista                   |             |
| Peter Lamont Crispian Sallis                                                                             | Aliens                                    |             |
| Boris Leven Karen O'Hara                                                                                 | El color dels diners                      |             |
| Stuart Wurtzel Carol Joffe                                                                               | Hannah i les seves germanes               |             |
| Stuart Craig Jack Stephens                                                                               | La missió                                 |             |
| 1987 |                                           |             |
| Ferdinando Scarfiotti Bruno Cesari Osvaldo Desideri                                                      | L'últim emperador                         |             |
| Norman Reynolds Harry Cordwell                                                                           | L'imperi del Sol                          |             |
| Anthony D. G. Pratt Joanne Woollard                                                                      | Esperança i glòria                        |             |
| Santo Loquasto Carol Joffe Leslie Bloom George DeTitta Jr.                                               | Dies de ràdio                             |             |
| Patrizia von Brandenstein William A. Elliott Hal Gausman                                                 | Els intocables d'Elliot Ness              |             |
| 1988 |                                           |             |
| Stuart Craig Gerard James                                                                                | Les amistats perilloses                   |             |
| Albert Brenner Garrett Lewis                                                                             | Beaches                                   |             |
| Ida Random Linda DeScenna                                                                                | Rain Man                                  |             |
| Dean Tavoularis Armin Ganz                                                                               | Tucker: l'home i el seu somni             |             |
| Elliot Scott Peter Howitt                                                                                | Qui ha enredat en Roger Rabbit?           |             |
| 1989 |                                           |             |
| Anton Furst Peter Young                                                                                  | Batman                                    |             |
| Leslie Dilley Anne Kuljian                                                                               | The Abyss                                 |             |
| Dante Ferretti Francesca Lo Schiavo                                                                      | The Adventures of Baron Munchausen        |             |
| Bruno Rubeo Crispian Sallis                                                                              | Tot passejant Miss Daisy                  |             |
| Norman Garwood Garrett Lewis                                                                             | Temps de glòria                           |             |

### Dècada de 1990
| Any                   | Direcció artística     | Decorats                                           | Pel·lícules |
| --------------------- | ---------------------- | -------------------------------------------------- | ----------- |
| 1990                  |                        |                                                    |             |
| Richard Sylbert       | Rick Simpson           | Dick Tracy                                         |             |
| Ezio Frigerio         | Jacques Rouxel         | Cyrano de Bergerac                                 |             |
| Jeffrey Beecroft      | Lisa Dean              | Ballant amb llops                                  |             |
| Dean Tavoularis       | Gary Fettis            | El Padrí III                                       |             |
| Dante Ferretti        | Francesca Lo Schiavo   | Hamlet                                             |             |
| 1991                  |                        |                                                    |             |
| Dennis Gassner        | Nancy Haigh            | Bugsy                                              |             |
| Dennis Gassner        | Nancy Haigh            | Barton Fink                                        |             |
| Mel Bourne            | Cindy Carr             | El rei pescador                                    |             |
| Norman Garwood        | Garrett Lewis          | Hook                                               |             |
| Paul Sylbert          | Caryl Heller           | El príncep de les marees                           |             |
| 1992                  |                        |                                                    |             |
| Luciana Arrighi       | Ian Whittaker          | Retorn a Howards End                               |             |
| Thomas Sanders        | Garrett Lewis          | Dràcula de Bram Stoker                             |             |
| Stuart Craig          | Chris A. Butler        | Chaplin                                            |             |
| Ferdinando Scarfiotti | Linda DeScenna         | Toys                                               |             |
| Henry Bumstead        | Janice Blackie-Goodine | Sense perdó                                        |             |
| 1993                  |                        |                                                    |             |
| Allan Starski         | Ewa Braun              | La llista de Schindler                             |             |
| Ken Adam              | Marvin March           | Addams Family Values                               |             |
| Dante Ferretti        | Robert J. Franco       | L'edat de la innocència                            |             |
| Ben Van Os Jan Roelfs |                        | Orlando                                            |             |
| Luciana Arrighi       | Ian Whittaker          | El que queda del dia                               |             |
| 1994                  |                        |                                                    |             |
| Ken Adam              | Carolyn Scott          | La follia del rei George                           |             |
| Santo Loquasto        | Susan Bode             | Bales sobre Broadway                               |             |
| Rick Carter           | Nancy Haigh            | Forrest Gump                                       |             |
| Dante Ferretti        | Francesca Lo Schiavo   | Interview with the Vampire: The Vampire Chronicles |             |
| Lilly Kilvert         | Dorree Cooper          | Llegendes de passió                                |             |
| 1995                  |                        |                                                    |             |
| Eugenio Zanetti       |                        | Restoration                                        |             |
| Michael Corenblith    | Merideth Boswell       | Apollo 13                                          |             |
| Roger Ford            | Kerrie Brown           | Babe                                               |             |
| Bo Welch              | Cheryl Carasik         | La princeseta                                      |             |
| Tony Burrough         |                        | Ricard III                                         |             |
| 1996                  |                        |                                                    |             |
| Stuart Craig          | Stephanie McMillan     | El pacient anglès                                  |             |
| Bo Welch              | Cheryl Carasik         | L'olla de grills                                   |             |
| Brian Morris          | Philippe Turlure       | Evita                                              |             |
| Tim Harvey            |                        | Hamlet                                             |             |
| Catherine Martin      | Brigitte Broch         | Romeo + Juliet                                     |             |
| 1997                  |                        |                                                    |             |
| Peter Lamont          | Michael D. Ford        | Titanic                                            |             |
| Jan Roelfs            | Nancy Nye              | Gattaca                                            |             |
| Dante Ferretti        | Francesca Lo Schiavo   | Kundun                                             |             |
| Jeannine Oppewall     | Jay R. Hart            | L.A. Confidential                                  |             |
| Bo Welch              | Cheryl Carasik         | Homes de Negre                                     |             |
| 1998                  |                        |                                                    |             |
| Martin Childs         | Jill Quertier          | Shakespeare in Love                                |             |
| John Myhre            | Peter Howitt           | Elizabet                                           |             |
| Jeannine Oppewall     | Jay Hart               | Pleasantville                                      |             |
| Tom Sanders           | Lisa Dean Kavanaugh    | Saving Private Ryan                                |             |
| Eugenio Zanetti       | Cindy Carr             | Més enllà dels somnis                              |             |
| 1999                  |                        |                                                    |             |
| Rick Heinrichs        | Peter Young            | Sleepy Hollow                                      |             |
| Luciana Arrighi       | Ian Whittaker          | Anna and the King                                  |             |
| David Gropman         | Beth Rubino            | The Cider House Rules                              |             |
| Roy Walker            | Bruno Cesari           | L'enginyós senyor Ripley                           |             |
| Eve Stewart           | John Bush Eve Stewart  | Topsy-Turvy                                        |             |

### Dècada de 2000
| Any                          | Direcció artística             | Decorats                                          | Pel·lícules |
| ---------------------------- | ------------------------------ | ------------------------------------------------- | ----------- |
| 2000                         |                                |                                                   |             |
| Tim Yip                      |                                | Tigre i drac                                      |             |
| Arthur Max                   | Crispian Sallis                | Gladiator                                         |             |
| Michael Corenblith           | Merideth Boswell               | The Grinch                                        |             |
| Martin Childs                | Jill Quertier                  | Quills                                            |             |
| Jean Rabasse                 | Françoise Benoît-Fresco        | Vatel                                             |             |
| 2001                         |                                |                                                   |             |
| Catherine Martin             | Brigitte Broch                 | Moulin Rouge!                                     |             |
| Aline Bonetto                | Marie-Laure Valla              | Amélie                                            |             |
| Stephen Altman               | Anna Pinnock                   | Gosford Park                                      |             |
| Stuart Craig                 | Stephanie McMillan             | Harry Potter i la pedra filosofal                 |             |
| Grant Major                  | Dan Hennah                     | El senyor dels anells: La germandat de l'anell    |             |
| 2002                         |                                |                                                   |             |
| John Myhre                   | Gordon Sim                     | Chicago                                           |             |
| Felipe Fernández del Paso    | Hannia Robledo                 | Frida                                             |             |
| Dante Ferretti               | Francesca Lo Schiavo           | Gangs of New York                                 |             |
| Grant Major                  | Dan Hennah Alan Lee            | El senyor dels anells: Les dues torres            |             |
| Dennis Gassner               | Nancy Haigh                    | Road to Perdition                                 |             |
| 2003                         |                                |                                                   |             |
| Grant Major                  | Dan Hennah Alan Lee            | El senyor dels anells: El retorn del rei          |             |
| Ben Van Os                   | Cecile Heideman                | Girl with a Pearl Earring                         |             |
| Lilly Kilvert                | Gretchen Rau                   | L'últim samurai                                   |             |
| William Sandell              | Robert Gould                   | Master and Commander: The Far Side of the World   |             |
| Jeannine Oppewall            | Leslie Pope                    | Seabiscuit                                        |             |
| 2004                         |                                |                                                   |             |
| Dante Ferretti               | Francesca Lo Schiavo           | L'aviador                                         |             |
| Gemma Jackson                | Trisha Edwards                 | Descobrir el País de Mai Més                      |             |
| Rick Heinrichs               | Cheryl Carasik                 | Lemony Snicket's A Series of Unfortunate Events   |             |
| Anthony D. G. Pratt          | Celia Bobak                    | The Phantom of the Opera                          |             |
| Aline Bonetto                |                                | Llarg diumenge de festeig                         |             |
| 2005                         |                                |                                                   |             |
| John Myhre                   | Gretchen Rau                   | Memòries d'una geisha                             |             |
| Jim Bissell                  | Jan Pascale                    | Bona nit i bona sort                              |             |
| Stuart Craig                 | Stephanie McMillan             | Harry Potter i el calze de foc                    |             |
| Grant Major                  | Dan Hennah Simon Bright        | King Kong                                         |             |
| Sarah Greenwood              | Katie Spencer                  | Pride and Prejudice                               |             |
| 2006                         |                                |                                                   |             |
| Eugenio Caballero            | Pilar Revuelta                 | El laberinto del fauno                            |             |
| John Myhre                   | Nancy Haigh                    | Dreamgirls                                        |             |
| Jeannine Claudia Oppewall    | Gretchen Rau Leslie E. Rollins | The Good Shepherd                                 |             |
| Rick Heinrichs               | Cheryl Carasik                 | Pirates of the Caribbean: Dead Man's Chest        |             |
| Nathan Crowley               | Julie Ochipinti                | El truc final                                     |             |
| 2007                         |                                |                                                   |             |
| Dante Ferretti               | Francesca Lo Schiavo           | Sweeney Todd: el barber diabòlic del carrer Fleet |             |
| Arthur Max                   | Beth A. Rubino                 | American Gangster                                 |             |
| Sarah Greenwood              | Katie Spencer                  | Expiació                                          |             |
| Dennis Gassner               | Anna Pinnock                   | The Golden Compass                                |             |
| Jack Fisk                    | Jim Erickson                   | Pous d'ambició                                    |             |
| 2008                         |                                |                                                   |             |
| Donald Graham Burt           | Victor J. Zolfo                | El curiós cas de Benjamin Button                  |             |
| James J. Murakami            | Gary Fettis                    | L'intercanvi                                      |             |
| Nathan Crowley               | Peter Lando                    | El cavaller fosc                                  |             |
| Michael Carlin               | Rebecca Alleway                | The Duchess                                       |             |
| Kristi Zea                   | Debra Schutt                   | Revolutionary Road                                |             |
| 2009                         |                                |                                                   |             |
| Rick Carter Robert Stromberg | Kim Sinclair                   | Avatar                                            |             |
| Dave Warren Anastasia Masaro | Caroline Smith                 | The Imaginarium of Dr. Parnassus                  |             |
| John Myhre                   | Gordon Sim                     | Nine                                              |             |
| Sarah Greenwood              | Katie Spencer                  | Sherlock Holmes                                   |             |
| Patrice Vermette             | Maggie Gray                    | The Young Victoria                                |             |

### Dècada de 2010
| Any                     | Direcció artística             | Decorats                                         | Pel·lícules |
| ----------------------- | ------------------------------ | ------------------------------------------------ | ----------- |
| 2010                    |                                |                                                  |             |
| Robert Stromberg        | Karen O'Hara                   | Alice in Wonderland                              |             |
| Stuart Craig            | Stephenie McMillan             | Harry Potter i les relíquies de la Mort - Part 1 |             |
| Guy Hendrix Dyas        | Larry Dias Doug Mowat          | Origen                                           |             |
| Eve Stewart             | Judy Farr                      | El discurs del rei                               |             |
| Jess Gonchor            | Nancy Haig                     | True Grit                                        |             |
| 2011                    |                                |                                                  |             |
| Dante Ferretti          | Francesca Lo Schiavo           | Hugo                                             |             |
| Laurence Bennett        | Robert Gould                   | The Artist                                       |             |
| Stuart Craig            | Stephenie McMillan             | Harry Potter i les relíquies de la Mort - Part 2 |             |
| Anne Seibel             | Hélène Dubreuil                | Midnight in Paris                                |             |
| Rick Carter             | Lee Sandales                   | War Horse                                        |             |
| 2012                    |                                |                                                  |             |
| Rick Carter             | Jim Erickson                   | Lincoln                                          |             |
| Sarah Greenwood         | Katie Spencer                  | Anna Karenina                                    |             |
| Dan Hennah              | Ra Vincent Simon Bright        | El hòbbit: un viatge inesperat                   |             |
| Eve Stewart             | Anna Lynch-Robinson            | Les Misérables                                   |             |
| David Gropman           | Anna Pinnock                   | La vida de Pi                                    |             |
| 2013                    |                                |                                                  |             |
| Catherine Martin        | Beverley Dunn                  | The Great Gatsby                                 |             |
| Adam Stockhausen        | Alice Baker                    | 12 anys d'esclavitud                             |             |
| Judy Becker             | Heather Loeffler               | American Hustle                                  |             |
| Andy Nicholson          | Rosie Goodwin Joanne Woollard  | Gravity                                          |             |
| K.K. Barrett            | Gene Serdena                   | Her                                              |             |
| 2014                    |                                |                                                  |             |
| Adam Stockhausen        | Anna Pinnock                   | The Grand Budapest Hotel                         |             |
| Maria Djurkovic         | Tatiana Macdonald              | The Imitation Game                               |             |
| Nathan Crowley          | Gary Fettis                    | Interstellar                                     |             |
| Dennis Gassner          | Anna Pinnock                   | Into the Woods                                   |             |
| Suzie Davies            | Charlotte Watts                | Mr. Turner                                       |             |
| 2015                    |                                |                                                  |             |
| Colin Gibson            | Lisa Thompson                  | Mad Max: Fury Road                               |             |
| Adam Stockhausen        | Rena DeAngelo Bernhard Henrich | Bridge of Spies                                  |             |
| Michael Standish        | Eve Stewart                    | The Danish Girl                                  |             |
| Celia Bobak             | Arthur Max                     | The Martian                                      |             |
| Jack Fisk               | Hamish Purdy                   | The Revenant                                     |             |
| 2016                    |                                |                                                  |             |
| David Wasco             | Sandy Reynolds-Wasco           | La La Land                                       |             |
| Patrice Vermette        | Paul Hotte                     | Arrival                                          |             |
| Stuart Craig            | Anna Pinnock                   | Fantastic Beasts and Where to Find Them          |             |
| Jess Gonchor            | Nancy Haigh                    | Hail, Caesar!                                    |             |
| Guy Hendrix Dyas        | Gene Serdena                   | Passengers                                       |             |
| 2017                    |                                |                                                  |             |
| Paul Denham Austerberry | Shane Vieau Jeff Melvin        | The Shape of Water                               |             |
| Sarah Greenwood         | Katie Spencer                  | Beauty and the Beast                             |             |
| Dennis Gassner          | Alessandra Querzola            | Blade Runner 2049                                |             |
| Sarah Greenwood         | Katie Spencer                  | Darkest Hour                                     |             |
| Nathan Crowley          | Gary Fettis                    | Dunkirk                                          |             |
| 2018                    |                                |                                                  |             |
| Hannah Beachler         | Jay Hart                       | Black Panther                                    |             |
| Fiona Crombie           | Alice Felton                   | The Favourite                                    |             |
| Nathan Crowley          | Kathy Lucas                    | First Man                                        |             |
| John Myhre              | Gordon Sim                     | Mary Poppins Returns                             |             |
| Eugenio Caballero       | Bárbara Enrı́quez               | Roma                                             |             |
| 2019                    |                                |                                                  |             |
| Barbara Ling            | Nancy Haigh                    | Once Upon a Time in Hollywood                    |             |
| Dennis Gassner          | Lee Sandales                   | 1917                                             |             |
| Bob Shaw                | Regina Graves                  | The Irishman                                     |             |
| Ra Vincent              | Nora Sopková                   | Jojo Rabbit                                      |             |
| Lee Ha-jun              | Cho Won-woo                    | Paràsits                                         |             |

### Dècada de 2020
| Any                           | Direcció artística           | Decorats                     | Pel·lícula |
| ----------------------------- | ---------------------------- | ---------------------------- | ---------- |
| 2020                          |                              |                              |            |
| Donald Graham Burt            | Jan Pascale                  | Mank                         |            |
| Peter Francis                 | Cathy Featherstone           | El pare                      |            |
| Mark Ricker                   | Karen O'Hara Diana Stoughton | Ma Rainey's Black Bottom     |            |
| David Crank                   | Elizabeth Keenan             | News of the World            |            |
| Nathan Crowley                | Kathy Lucas                  | Tenet                        |            |
| 2021                          |                              |                              |            |
| Patrice Vermette              | Zsuzsanna Sipos              | Dune                         |            |
| Tamara Deverell               | Shane Vieau                  | Nightmare Alley              |            |
| Grant Major                   | Amber Richards               | The Power of the Dog         |            |
| Stefan Dechant                | Nancy Haigh                  | The Tragedy of Macbeth       |            |
| Adam Stockhausen              | Rena DeAngelo                | West Side Story              |            |
| 2022                          |                              |                              |            |
| Christian M. Goldbeck         | Ernestine Hipper             | Res de nou a l'oest          |            |
| Dylan Cole Ben Procter        | Vanessa Cole                 | Avatar: El sentit de l'aigua |            |
| Florencia Martin              | Anthony Carlino              | Babylon                      |            |
| Catherine Martin Karen Murphy | Bev Dunn                     | Elvis                        |            |
| Rick Carter                   | Karen O'Hara                 | The Fabelmans                |            |
| 2023                          |                              |                              |            |
| James Price Shona Heath       | Zsuzsa Mihalek               | Poor Things                  |            |
| Sarah Greenwood               | Katie Spencer                | Barbie                       |            |
| Jack Fisk                     | Adam Willis                  | Killers of the Flower Moon   |            |
| Arthur Max                    | Elli Griff                   | Napoleon                     |            |
| Ruth De Jong                  | Claire Kaufman               | Oppenheimer                  |            |

## Superlatius
| Categoria                    | Nom             | Superlatiu     | Notes          |
| ---------------------------- | --------------- | -------------- | -------------- |
| Més guardons                 | Cedric Gibbons  | 11 premis      | 39 mominacions |
| Més nominacions              | Cedric Gibbons  | 39 nominacions | 11 premis      |
| Més nominacions sense guardó | Roland Anderson | 15 nominacions | 0 premis       |